# 西嶺町
西嶺町（にしみねまち）は、東京都大田区の町。「丁目」の設定のない単独町名である。住居表示実施済区域。

## 地理
東京都大田区の北西部に位置する。地域北部は横須賀線（品鶴線）に接し、これを境に田園調布本町に接する。地域北西部は田園調布南に接する。地域東部は環八通り（東京都道311号環状八号線）に接し、これを境に東嶺町に接する。地域南部から南西部は鵜の木に接する（地名はいずれも大田区）。
当地域内は多くが住宅地となっている。

### 防災
東京都都市整備局が2022年に公表した「地震に関する地域危険度測定調査（第９回）」では、西嶺町は、地震に対する総合危険度が、五段階評価のうち相対的に最も安全とされる「レベル1」となった。

### 地価
住宅地の地価は、2024年（令和6年）7月1日の地価調査によれば、西嶺町12-1の地点で54万4000円/m2となっている。

## 歴史
嶺とは多摩川北部の段丘（国分寺崖線）上の高地を言ったもののようで、周囲よりやや小高い地形になっていたことからつけられた地名といわれている。また、一説によれば、西嶺町の観蔵院が、俗に「峰の薬師」と呼ばれていたことから、これが地名になったともいわれている。町名は嶺地区西部の意。

## 世帯数と人口
2024年（令和6年）4月1日現在（東京都発表）の世帯数と人口は以下の通りである。
- 世帯数 : 1,648世帯
- 人口 : 3,198人

### 人口の変遷
国勢調査による人口の推移。
| 年                 | 人口  |
| ------------------ | ----- |
| 1995年（平成7年）  | 2,952 |
| 2000年（平成12年） | 3,121 |
| 2005年（平成17年） | 3,073 |
| 2010年（平成22年） | 3,049 |
| 2015年（平成27年） | 3,194 |
| 2020年（令和2年）  | 3,204 |

### 世帯数の変遷
国勢調査による世帯数の推移。
| 年                 | 世帯数 |
| ------------------ | ------ |
| 1995年（平成7年）  | 1,187  |
| 2000年（平成12年） | 1,316  |
| 2005年（平成17年） | 1,363  |
| 2010年（平成22年） | 1,454  |
| 2015年（平成27年） | 1,556  |
| 2020年（令和2年）  | 1,591  |

## 学区
区立小・中学校に通う場合、学区は以下の通りとなる。
| 番地             | 小学校                   | 中学校                 |
| ---------------- | ------------------------ | ---------------------- |
| 12〜22番         | 大田区立東調布第三小学校 | 大田区立大森第七中学校 |
| 35番             | 大田区立嶺町小学校       | 大田区立大森第七中学校 |
| 1〜11番 23〜34番 | 大田区立東調布第一小学校 | 大田区立東調布中学校   |

## 事業所
2021年（令和3年）現在の経済センサス調査による事業所数と従業員数は以下の通りである。
- 事業所数 : 58事業所
- 従業員数 : 325人

### 事業者数の変遷
経済センサスによる事業所数の推移。
| 年                 | 事業者数 |
| ------------------ | -------- |
| 2016年（平成28年） | 49       |
| 2021年（令和3年）  | 58       |

### 従業員数の変遷
経済センサスによる従業員数の推移。
| 年                 | 従業員数 |
| ------------------ | -------- |
| 2016年（平成28年） | 285      |
| 2021年（令和3年）  | 325      |

## 施設
- 大田区立西嶺高砂公園
- 観蔵院

## 交通
当地域内に鉄道駅はないが、北東方向にある東急池上線御嶽山駅や、南東方向にある隣の久が原駅、また地域西部方向にある東急多摩川線沼部駅や、南西方向にある隣の鵜の木駅がそれぞれ利用される。

## その他

### 日本郵便
- 郵便番号 : 145-0075[2]（集配局 : 田園調布郵便局[15]）。